# Пити (буддизм)
Пити — это ментальный фактор (пали cetasika, санскр. caitasika), связанный со стадией сосредоточенного поглощения (дхьяной) буддийской медитации. Согласно Буддхадасе Бхиккху, пити — это стимулирующее, возбуждающее и заряжающее энергией качество, в отличие от спокойного качества сукха.
Пити — это радостная самскара (формация), несвязанная ни с каким объектом, поэтому практикующий не может достичь её посредством желания. Это слово часто переводится как «восторг» и отличается от продолжительного медитативного ощущения «радости» или «счастья» (пали sukha, санскр. sukha), которое представляет собой более тонкое чувство, возникающее наряду с пити.

## Фактор поглощения
В буддийской медитации развитие сосредоточенного погружения (пали jhana, санскр. dhyana) канонически описывается в терминах следующих пяти факторов:
- приложенная мысль (витакка, пали vitakka),
- устойчивая мысль (вичара, пали vicāra),
- радость/восторг/счастье (пити, пали pīti),
- счастье/удовольствие/блаженство (сукха),
- невозмутимость (упекха, пали upekkhā)

Пити и сукха порождаются избавлением от пяти препятствий и душевным спокойствием. В Висуддхимагге V в. н. э. пити и сукха различаются следующим эмпирическим образом:
И везде, где два связаны, счастье [пити] является удовлетворённостью при получении желаемого объекта, и блаженство [сукха] является фактическим переживанием от его получения. Где счастье [пити], там и блаженство (удовольствие) [сукха]; но там, где есть блаженство [сукха], не обязательно есть счастье [пити]. Счастье входит в совокупность формирований; блаженство входит в совокупность чувств. Если бы человек, измученный в пустыне, увидел или услышал о том, что на опушке леса есть пруд, он был бы счастлив; если бы он вошел в тень леса и получил воду, он бы обрёл блаженство...

## Пятифакторная классификация
По мере того как медитирующий обретает успокоение (шаматха), возникает один из пяти видов физического удовольствия (пити). Это:
- Слабый восторг, который сопровождается пилоэрекцией .
- Кратковременный восторг, как слышимый «время от времени» гром.
- Идущий вниз восторг взрывается внутри тела, как волна.
- Возвышенный восторг «заставляет тело подпрыгнуть до небес».
- Наполняющий восторг кажется огромным потоком горного ручья.

Только последние два вида считаются конкретно пити. Первые четыре — это лишь подготовка к последнему, который является фактором дхьяны.